# Кавказская кавалерийская дивизия
Кавказская кавалерийская дивизия — кавалерийское соединение в составе Русской императорской армии.
Штаб дивизии: Тифлис. До 1914 года в составе 2-го Кавказского армейского корпуса.

## История
Сформирована приказом военного министра № 362 в начале 1865 года из находившихся в составе Кавказской армии четырёх драгунских полков: Нижегородского, Тверского, Северского и Переяславского. Ранее с 1860 года три из них, за исключением Переяславского, составляли временно образованную при Кавказской армии Сводную драгунскую дивизию.
В 1865 году было приказано оставить указанные полки в 4-х эскадронном составе, имея в военное время 16 рядов во взводе, а в мирное 14 рядов. Этим же приказом полки были приведены в мирный состав.По приказу определено было иметь в резерве каждого полка эскадрон, под названием «резервный эскадрон» такого-то полка, и содержать его отдельно от полка. Эскадроны эти были образованы из существовавших 5-х и 6-х резервных эскадронов, которые затем были упразднены.
Преобразования эти были осуществлены приказом по Кавказской армии № 74.
Приказом по военному ведомству № 274 от 1891 года к дивизии был причислен Осетинский конный дивизион.
31 декабря 1891 года, по высочайшему повелению, Переяславский драгунский полк был переведен в Варшавский военный округ и включен в состав вновь образованной 15-й кавалерийской дивизии.

## В Первую мировую войну
В августе 1914 года дивизия прибыла в Царство Польское и затем приняла участие в Варшавско-Ивангородской операции и Лодзинской операции.
В мае 1915 года приказом главнокомандующего Кавказской армией Великого князя Николая Николаевича дивизия была направлена для похода в Персию (рейд Шарпантье). В июне 1915 года дивизия из Персии вторглась в Турцию (Алашкертская операция), где вела бои до осени 1915 года. 
После этого дивизия была вновь переброшена на европейский фронт, предназначаясь для развития предполагаемого успеха 7-й армии. Но попытка наступления на реке Стрыпа закончилась неудачно. Поэтому дивизию вновь перебросили в Персию, где она была включена в состав Экспедиционного кавалерийского корпуса и приняла участие в Персидской кампании.
В начале 1917 года дивизия была выведена из Персии на отдых под Тифлис, затем была направлена в резерв Западного фронта. К началу 1918 года дивизия прекратила существование.

## Наименования
- хх.хх.1865 — 17.12.1878 — Кавказская кавалерийская дивизия
- 17.12.1878 — 11.02.1883 — 1-я Кавказская кавалерийская дивизия
- 11.02.1883 — хх.хх.1918 — Кавказская кавалерийская дивизия

## Организация

### 1914 год
- 1-я бригада (Тифлис)
  - 16-й драгунский Тверской Его Императорского Высочества Наследника Цесаревича полк
  - 17-й драгунский Нижегородский Его Величества полк
- 2-я бригада (Тифлис)
  - 18-й драгунский Северский Короля Христиана IX Датского полк
  - 1-й Сунженско-Владикавказский генерала Слепцова полк Терского казачьего войска
- Кавказский конно-горный артиллерийский дивизион
  - 1-я конно-горная батарея
  - 2-я конно-горная батарея

### 1917 год
- 1-я бригада
  - 16-й драгунский Тверской полк
  - 17-й драгунский Нижегородский полк
- 2-я бригада
  - 18-й драгунский Северский полк
  - 1-й Хопёрский полк Кубанского казачьего войска

## Командование дивизии
(Командующий в дореволюционной терминологии означал временно исполняющего обязанности начальника или командира. Должности начальника дивизии соответствовал чин генерал-лейтенанта, и при назначении на эту должность генерал-майоров они оставались командующими до момента своего производства в генерал-лейтенанты).

### Начальники дивизии
- 17.02.1865 — хх.01.1879 — генерал-майор (с 26.11.1869 генерал-лейтенант) граф де Тулуз-Лотрек, Валериан Александрович
- 12.01.1879 — 03.11.1885 — генерал-лейтенант князь Чавчавадзе, Захарий Гульбатович
- 23.11.1885 — 16.01.1893 — генерал-лейтенант князь Амилахори, Иван Гивич (Егорович)
- 16.01.1893 — 18.04.1895 — генерал-лейтенант Тутолмин, Иван Фёдорович
- 10.05.1895 — 05.12.1896[4] — командующий генерал-майор Рынкевич, Ефим Ефимович
- 19.01.1897 — 09.05.1902[5] — генерал-майор (с 06.12.1897 генерал-лейтенант) Ивашкин, Владимир Николаевич
- 22.05.1902 — 27.06.1902[6] — командующий генерал-майор Чавчавадзе, Арчил Гульбатович
- 02.07.1902 — 03.03.1906 — командующий генерал-майор принц Людовик-Наполеон, Людовик Карлович
- 15.03.1906 — 22.12.1910 — генерал-лейтенант Вилламов, Николай Артемьевич
- 22.12.1910 — 29.12.1915 — генерал-лейтенант Шарпантье, Клаас-Густав-Роберт Робертович
- 29.12.1915 — 15.04.1917 — генерал-майор Свиты (с 14.10.1916 генерал-лейтенант) князь Белосельский-Белозерский, Сергей Константинович
- 18.04.1917 — 27.08.1917 — командующий генерал-майор Назаров, Анатолий Михайлович
- 25.08.1917 — хх.хх.хххх — командующий генерал-майор Карницкий, Александр Станиславович

### Начальники штаба дивизии
- 14.03.1865 — хх.хх.1868 — полковник Ильинский, Фёдор Фёдорович
- 12.10.1868 — 14.05.1871 — подполковник (с 30.08.1869 полковник) Крохин, Семён Петрович
- 14.05.1871 — 07.12.1871 — подполковник Лабунский, Александр Юлианович
- 13.01.1872 — 12.12.1874 — полковник Перлик, Пётр Тимофеевич
- 07.01.1875 — 24.12.1877 — полковник Радзишевский, Павел Иванович
- 28.03.1878 — хх.хх.1879 — подполковник (с 30.08.1878 полковник) Чарковский, Пётр Владимирович
- 18.10.1879 — 29.05.1881 — и. д. подполковник Шатилов, Николай Павлович
- 25.06.1881 — 22.11.1882 — и. д. полковник Бутурлин, Сергей Сергеевич
- 06.12.1882 — 19.07.1883 — полковник Бартоломей, Александр Владимирович
- 19.07.1883 — 17.03.1886 — полковник Домонтович, Алексей Иванович
- 22.03.1886 — 22.06.1886 — полковник Бартоломей, Александр Владимирович
- 01.07.1886 — 03.07.1888 — полковник Чарковский, Пётр Владимирович
- 17.07.1888 — 10.03.1895 — полковник Одинцов, Дмитрий Александрович
- 18.03.1895 — 15.12.1899 — полковник Шульц, Дмитрий Львович
- 22.02.1900 — 07.05.1901 — полковник Карцев, Владимир Александрович[7]
- 23.05.1901 — 12.10.1906 — полковник Гуславский, Пётр Лукич
- 19.11.1906 — 08.06.1907 — полковник Вейль, Георгий Сигизмундович
- 31.07.1907 — 18.09.1909 — полковник князь Вадбольский, Николай Петрович
- 25.09.1909 — 02.11.1911 — полковник Товарищев, Сергей Павлович
- 23.11.1911 — 04.02.1915 — полковник Левандовский, Владимир Антонович
- 20.02.1915 — 21.10.1916 — и. д. полковник Корганов, Гавриил Григорьевич
- 14.11.1916 — 27.06.1917 — полковник Петерс, Константин Карлович
- 27.06.1917 — 14.08.1917 — и. д. полковник Ионов, Александр Михайлович
- 14.08.1917 — хх.хх.хххх — и. д. подполковник Карпинский, Николай Викторович

### Командиры 1-й бригады
Бригадные управления в Кавказской кавалерийской дивизии были сформированы приказом от 1 августа 1874 г.
- 24.11.1874 — 07.04.1878[9] — генерал-майор Лорис-Меликов, Иван Егорович
- 24.03.1879 — хх.хх.1880 — генерал-майор Батиевский, Яков Яковлевич
- 23.02.1880 — 05.12.1880 — генерал-майор Кельнер, Александр Александрович
- 05.12.1880 — 01.04.1893 — генерал-майор Эттер, Павел Павлович
- 20.04.1893 — 20.05.1896 — генерал-майор Ермолин, Георгий Степанович
- 17.06.1896 — 19.05.1898 — генерал-майор Козловский, Павел Александрович
- 19.05.1898 — 22.06.1907 — генерал-майор Голощапов, Владимир Николаевич
- 22.06.1907 — 14.06.1910 — генерал-майор Карцов, Владимир Александрович
- 14.06.1910 — 25.02.1912 — генерал-майор Свиты граф Келлер, Фёдор Артурович
- 21.05.1912 — 08.06.1912 — генерал-майор фон Гилленшмидт, Яков Фёдорович
- 06.07.1912 — 27.10.1915 — генерал-майор Вивьен де Шатобрен, Иосиф Иосифович
- 21.08.1915 — хх.хх.хххх — полковник (с 17.10.1915 генерал-майор) Копачев, Николай Николаевич

### Командиры 2-й бригады
- 24.11.1874 — 13.07.1877 — генерал-майор князь Чавчавадзе, Захарий Гульбатович
- 24.03.1879 — хх.хх.1880 — генерал-майор Калбалай-Хан-Эксан-Хан-Оглы
- 25.09.1880 — 10.03.1883 — генерал-майор Ризенкампф, Николай Александрович
- 10.03.1883 — 24.04.1884 — генерал-майор Коваленский (Каваленский), Григорий Григорьевич
- 14.05.1884 — 18.02.1895 — генерал-майор Арцишевский, Адольф Феликсович
- 20.02.1895 — 25.09.1901 — генерал-майор Нуджевский, Василий Андреевич
- 02.12.1901 — 04.06.1904 — генерал-майор Назаров, Константин Александрович
- 18.06.1904 — 09.02.1914 — генерал-майор Горчаков, Александр Николаевич
- 02.04.1914 — 21.08.1915 — генерал-майор Исарлов, Иосиф Лукич
- 01.09.1915 — 20.08.1916 — генерал-майор Исарлов, Иосиф Лукич
- 01.09.1916 — хх.хх.хххх — полковник (с 22.09.1916 генерал-майор) Хартен, Эдуард Оскарович

### Командиры Кавказского конно-горного артиллерийского дивизиона
Дивизион сформирован в 1911 году.
- 25.09.1911 — 10.03.1912 — полковник Бриммер, Николай Александрович
- 10.03.1912 — 10.06.1917 — полковник Бородаевский, Владимир Валерианович
- хх.хх.1917 — хх.хх.хххх — полковник Леонтович, Всеволод Иосифович